# Глуша
Глуша (рус; блр. Глуша) је насељено место са административним статусом варошице (городской посёлок) у централном делу Републике Белорусије. Административно припада Бабрујском рејону Могиљовске области где је једино насеље са градским статусом.

## Географија
Варошица лежи на око 25 км југозападно од другог по величини града у области Бабрујска.

## Историја
Глуша је основана као радничко насеље уз новосаграђену фабрику стакла 1896. године. Године 1924. постаје део Првог Бабрујског рејона, а од 1927. и новооснованог Бабрујског рејона. 

## Демографија
Према подацима из 2011. у варошици је живело свега 1.300 становника.